# Excite 500 2000
Excite 500 2000 var ett race som var den nionde och avslutande deltävlingen i Indy Racing League 2000. Racet kördes den 15 oktober på Texas Motor Speedway. Scott Goodyear gjorde allt vad som stod i hans makt för att vinna titeln, och lyckades också ta målflagg som segrare, men eftersom Buddy Lazier slutade fyra, så räckte det inte hela vägen. Det var Laziers första titel, men också den sista för honom i IRL. Eddie Cheever blev tvåa, med Billy Boat på tredje plats.

## Slutresultat
| Plats | Förare           | Team                     | Grid |
| ----- | ---------------- | ------------------------ | ---- |
| 1     | Scott Goodyear   | Panther Racing           | 2    |
| 2     | Eddie Cheever    | Cheever Racing           | 10   |
| 3     | Billy Boat       | Team Pelfrey             | 22   |
| 4     | Buddy Lazier     | Hemelgarn Racing         | 6    |
| 5     | Eliseo Salazar   | A.J. Foyt Enterprises    | 21   |
| 6     | Donnie Beechler  | Cahill Racing            | 16   |
| 7     | Shigeaki Hattori | Treadway Racing          | 15   |
| 8     | Jeff Ward        | A.J. Foyt Enterprises    | 3    |
| 9     | Buzz Calkins     | Bradley Motorsports      | 17   |
| 10    | Jaques Lazier    | TeamXtreme               | 12   |
| 11    | Sarah Fisher     | Walker Racing            | 13   |
| 12    | Airton Daré      | TeamXtreme               | 19   |
| 13    | Scott Sharp      | Kelley Racing            | 24   |
| 14    | Mark Dismore     | Kelley Racing            | 11   |
| 15    | Zak Morioka      | Tri-Star Motorsports     | 25   |
| 16    | Jeret Schroeder  | Tri-Star Motorsports     | 14   |
| 17    | Al Unser Jr.     | Galles Racing            | 4    |
| 18    | Robbie Buhl      | Dreyer & Reinbold Racing | 5    |
| 19    | Davey Hamilton   | TeamXtreme               | 7    |
| 20    | Stéphan Grégoire | Dick Simon Racing        | 23   |
| 21    | Jimmy Kite       | Blueprint Racing         | 20   |
| 22    | Stevie Reeves    | Logan Racing             | 26   |
| 23    | Tyce Carlson     | Hubbard-Immke Racing     | 9    |
| 24    | Robby McGehee    | Treadway Racing          | 8    |
| 25    | J.J. Yeley       | McCormack Motorsports    | 27   |
| 26    | Greg Ray         | Team Menard              | 1    |
| 27    | Sam Hornish Jr.  | PDM Racing               | 18   |